# Thorbjørn Jagland
Thorbjørn Jagland (Drammen, 5 november 1950) is een Noors politicus en lid van de Arbeiderspartij. Van 1992 tot 2002 was hij voorzitter van de Arbeiderspartij, van 1996 tot 1997 premier, en minister van Buitenlandse Zaken van 2000 tot 2001. Van 2005 tot 2009 was hij voorzitter van het Noorse parlement.
Jagland was van 1 oktober 2009 tot 18 september 2019 secretaris-generaal van de Raad van Europa en van 1 januari 2009 tot 3 maart 2015 voorzitter van het Noors Nobelcomité, dat de Nobelprijs voor de Vrede toekent.